# Општина Бачка Паланка
Општина Бачка Паланка је једна од општина у Републици Србији. Налази се у АП Војводина и спада у Јужнобачки округ. По подацима из 2004. општина заузима површину од 579 km² (од чега на пољопривредну површину отпада 47.342 ha, а на шумску 2.801 ha).
Према подацима са последњег пописа 2022. године у општини је живело 48.265 становника (према попису из 2011. било је 55.528 становника).	 У општини се налази 16 основних и 5 средњих школа.

## Насељена места
Општина Бачка Паланка се састоји од 14 насељених места.
| Насељено место        | Број становника | Број становника | Промена (%) |
| Насељено место        | Попис 2011.     | Попис 2022.     | Промена (%) |
| --------------------- | --------------- | --------------- | ----------- |
| Бачка Паланка         | 28.239          | 25.476          | -9,78%      |
| Визић                 | 270             | 240             | -11,11%     |
| Гајдобра              | 2.578           | 2.089           | -18,97%     |
| Деспотово             | 1.853           | 1.544           | -16,68%     |
| Карађорђево           | 738             | 562             | -23,85%     |
| Младеново             | 2.679           | 2.108           | -21,31%     |
| Нештин                | 794             | 609             | -23,30%     |
| Нова Гајдобра         | 1.220           | 1.016           | -16,72%     |
| Обровац               | 2.944           | 2.495           | -15,25%     |
| Параге                | 921             | 792             | -14,01%     |
| Пивнице               | 3.337           | 2.812           | -15,73%     |
| Силбаш                | 2.467           | 2.073           | -15,97%     |
| Товаришево            | 2.657           | 2.321           | -12,65%     |
| Челарево              | 4.831           | 4.128           | -14,55%     |
| Општина Бачка Паланка | 55.528          | 48.265          | -13,08%     |

## Етничка структура
У општини Бачка Паланка живи око 48.265 становника, а у самом граду 25.476. Између два пописа (2011. и 2022. године) бачкопаланчана је мање за око 13%. Највећи узрок смањена броја становника је мањи наталитет од морталитета и исељавање у друге веће центре (Нови Сад, Београд) и иностранство (Словачка, Аустрија, Немачка, Словенија...).[1]
Етничка структура општине (према попису из 2022. године):
- Срби - 38.026 (78,78%)
- Словаци - 3.988 (8,26%)
- Мађари - 1.045 (2,16%)
- Југословени - 224 (0,46%)
- Хрвати - 528 (1,09%)
- Роми - 1.156 (2,39%)
- остали (Русини, Бошњаци, и др.)

| Етнички састав према попису из 2022.‍ | Етнички састав према попису из 2022.‍ | Етнички састав према попису из 2022.‍ | Етнички састав према попису из 2022.‍ | Етнички састав према попису из 2022.‍ |
| ------------------------------------ | ------------------------------------ | ------------------------------------ | ------------------------------------ | ------------------------------------ |
|                                      |                                      |                                      |                                      |                                      |
| Срби                                 | Срби                                 |                                      | 38.026                               | 78,78%                               |
| Словаци                              | Словаци                              |                                      | 3.988                                | 8,26%                                |
| Мађари                               | Мађари                               |                                      | 1.045                                | 2,16%                                |
| Роми                                 | Роми                                 |                                      | 1.156                                | 2,39%                                |
| Хрвати                               | Хрвати                               |                                      | 528                                  | 1,09%                                |
| остали                               | остали                               |                                      | 2.043                                | 4,23%                                |
| регионална припадност                | регионална припадност                |                                      | 138                                  | 0,28%                                |
| неизјашњени                          | неизјашњени                          |                                      | 1.341                                | 2,77%                                |
| укупно: 48.265                       |                                      |                                      |                                      |                                      |

## Привреда
Бачка Паланка по својим природним ресурсима (обале Дунава, Тиквара, резерват Карађорђево, Фрушка гора, мрежа канала Дунав-Тиса-Дунав и пољопривредно земљиште), са повољним условима за развој туризма и изузетно погодни услови за развој транзитног саобраћаја као и три привредна гиганта Нектар сокови, Челаревска пивара и фабрика подних и зидних облога Таркет, представља једну од најразвијенијих општина у Србији. Поред Таркета, Нектара и Челаревске пиваре (Карлсберг Србија), као изузетно успешне компаније можемо навести Дунавпревоз, индустрија слада АД Малтинекс, кланицна индустрија АД Бачка – Бачка Паланка, фабрика чарапа Real Knitting -Гајдобра, фабрика електроинсталационе опреме Алинг-Гајдобра, металско предузеће Ковис БП, Мајевица, Платнер, Ениа, Фертил и многи други.[2]
Пољопривреда представља значајан потенцијал развоја са преко 44.000 хектара ораница. Углавном се гаје кукуруз, шећерна репа и друге културе, осим што последњих година значајно опадају површине на којима се узгаја пшеница. Пољопривредници Општине Бачка Паланка поседују и сточне фарме, баве се свињогојством (27.000), гајењем оваца и коза (12.000), живинарством (више од 220.000 кокошака), узгојем говеда (преко 6.000 грла)... Гајење воћа и поврћа и виноградарство има дугу традицију. Бачка Паланка има највеће површине у Србији под парадајзом 253 ха, под сојом преко 14.000 ха, узгој пасуља је највећи у Војводини (преко 100 ха), површине под јабукама су међу најзначајнијим у Србији (преко 500 ха). Према попису пољопривреде из 2012. године под виноградима је 167 ха (углавном Нештин и Визић), бостана има 92 ха (Силбаш), под паприком је 318 ха (Деспотово) и др. Географски положај, клима, здраво окружење, производни капацитети и искуство су велике предности пољопривреде овог града.

## Познате личности
- Милан Јанић, кајакаш
- Евгеније Пилиповић, јеромонах
- Петар Челик, бодибилдер
- Пеђа Петровић, бодибилдер
- Жарко Шешум, рукометаш
- Марко Вујин, рукометаш
- Михаљ Кертес, политичар
- Ђорђе Ивеља, фудбалер
- Милан Курепа, атомски физичар
- Пеђа Меденица, певач, композитор и текстописац